# Vesles-et-Caumont
Vesles-et-Caumont è un comune francese di 237 abitanti situato nel dipartimento dell'Aisne della regione dell'Alta Francia.

## Società

### Evoluzione demografica
Abitanti censiti